# Duruelo de la Sierra
Duruelo de la Sierra – gmina w Hiszpanii, w prowincji Soria, w Kastylii i León, o powierzchni 44,84 km². W 2011 roku gmina liczyła 1297 mieszkańców.